# Jean-Jacques Zilbermann
Cet article possède un paronyme, voir Zilberman.
Jean-Jacques Zilbermann, né en 1955, est un réalisateur, scénariste et metteur en scène de théâtre français. Il a été récompensé du Molière du metteur en scène en 2002 pour La Boutique au coin de la rue au Théâtre Montparnasse. Il a racheté et rénové au milieu des années 1980 le cinéma Max Linder Panorama à Paris 9e, après avoir fondé L'Escurial.

## Filmographie
- 1993 : Tout le monde n'a pas eu la chance d'avoir des parents communistes
- 1994 : Des feux mal éteints, de Serge Moati (scénario)
- 1998 : L'homme est une femme comme les autres
- 2004 : Les Fautes d'orthographe
- 2009 : La Folle Histoire d'amour de Simon Eskenazy
- 2014 : À la vie

## Témoignage
- 2006 : Jean Gourguet, artisan du mélodrame et du film polisson - Documentaire TV - de Christophe Bier - Lui-même -

## Mises en scène
- La Boutique du coin de la rue

## Distinctions
- 1990 : Prix de l'Aide à la Création de la Fondation Gan pour le Cinéma pour Tout le monde n'a pas eu la chance d'avoir des parents communistes
- Molière de la meilleure mise en scène et de la meilleure adaptation[3] pour La Boutique du coin de la rue[4].